# Mabel's Strange Predicament
Mabel's Strange Predicament —titulada en español Aventuras extraordinarias de Mabel y Charlot en el hotel— es una película muda estadounidense estrenada el 9 de febrero de 1914 con la dirección de Henry Lehrman y Mack Sennett y la actuación de Charles Chaplin y Mabel Normand.

## Sinopsis
Un Charlot muy ebrio entra al vestíbulo de un hotel para telefonear pero carece de dinero. Tropieza contra una elegante señora, se enreda con la correa de su perro y cae al suelo. Luego choca con ella en el corredor y la encierra en su cuarto. Corren por diversos cuartos y Mabel termina escondida bajo la cama de un señor mayor cuando entran la esposa celosa y el amante de Mabel.

## Reparto
- Mabel Normand como Mabel
- Charles Chaplin como Charlot
- Chester Conklin como el esposo
- Alice Davenport como la esposa
- Harry McCoy como el amante
- Hank Mann como un huésped del hotel
- Al St. John como el botones

## Crítica
La sola circunstancia de haber sido para esta película que Chaplin concibió y representó por primera vez el personaje del vagabundo (Charlot) bastaría para darle importancia. Chaplin recordaba al respecto en su autobiografía:

No tenía idea sobre qué maquillaje ponerme. No me gustaba mi personaje como reportero (en Making a Living, su anterior película). Sin embargo en el camino al guardarropa pensé en usar pantalones bombachudos, grandes zapatos, un bastón y un sombrero hongo. Quería que todo fuera contradictorio: los pantalones abultados, el saco estrecho, el sombrero pequeño y los zapatos anchos. Estaba indeciso entre parecer joven o mayor, pero recordando que Sennett quería que pareciera una persona de mucha más edad, agregué un pequeño bigote que, pensé, agregaría más edad sin ocultar mi expresión. No tenía ninguna idea del personaje pero tan pronto estuve preparado, el maquillaje y las ropas me hicieron sentir el personaje, comencé a conocerlo y cuando llegué al escenario ya había nacido por completo.

Cabe aclarar que si bien el personaje aparece en la película Kid Auto Races at Venice estrenada el 7 de febrero, o sea, antes que Mabel's Strange Predicament, lo cierto es que esta última había sido producida unos días antes que aquella.
Aquí además estrenó su famoso giro sobre un pie. Llegaba a toda velocidad a una esquina de la calle y, llevado por su ímpetu, frenaba sobre una pierna mientras la otra no tocaba el suelo. Hacía grandes molinetes con su bastón usándolo para balancearse, echaba una rápida mirada detrás de él y retomaba su carrera con la mano izquierda sobre su sombrero.